# Caserío Concepción Rabanales
El Caserío Concepción Rabanales pertenece a la aldea El Cerrito, ubicada al este del municipio de Fraijanes y frente al kilómetro 29 de la carretera Interamericana CA-1 en la riveras del río Aguacapa en el Departamento de Guatemala, en Guatemala. Está en el casco de la «Finca Rabanales», unos 29 km al sur de la Ciudad de Guatemala.  Limita al oeste con la cabecera del municipio de Fraijanes y al este con la quebrada El Cangrejal.

## Historia

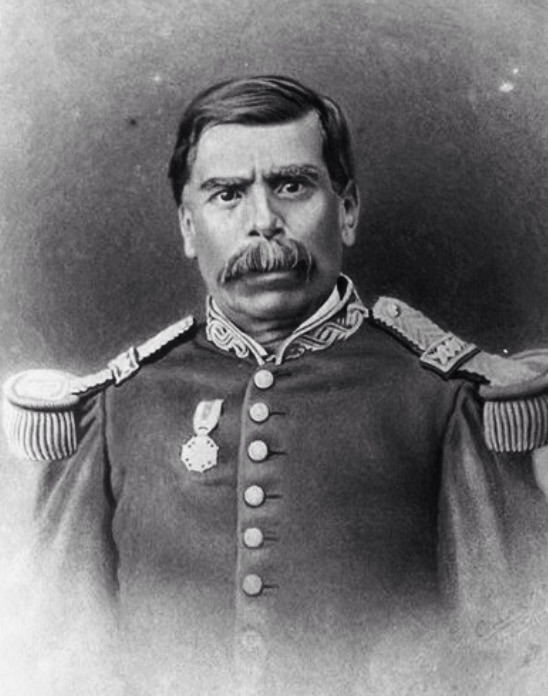
General José María Orantes.

En 1762, la localidad se conocía como Finca «Los Guajes», ya que en el lugar crecían las plantas de ese nombre, las cuales son árboles leguminosos de frutos similares a las calabazas.  Luego, el 15 de septiembre de 1882, los hermanos Dolores y Julio Tinoco adquirieron la finca en una subasta pública que realizó el presidente en funciones general José María Orantes, quien era oriundo de la aldea El Cerrito, también en el municipio de Fraijanes; los hermanos Tinoco le venden inmediatamente la finca al Sr. José Jaime Rabanales, quien la registró como Finca Rabanales. Según el censo publicado en 1883: «Rabanales, aldea del departamento de Amatitlán, depende de la jurisdicción de San Miguel Petapa. Dista de la cabecera cinco leguas; ciento trece habitantes. El clima es frío y los terrenos muy altos producen solamente granos y legumbres». En 1959, el comité de «La Santísima Virgen de Concepción» solicitó al alcalde de Fraijanes de entonces, Sebastián Guzmán Morataya y su concejo municipal, que el caserío que se formó en la finca se llame «Caserío Concepción Rabanales».